# オビヌツズマブ

オビヌツズマブ（Obinutuzumab、2009年まではアフツズマブ Afutuzumab）は、ヒト化抗CD20モノクローナル抗体で、がん治療薬として使用されている。開発コードはGA101である。日本での製品名は「ガザイバ点滴静注1000mg」(中外製薬製造販売)。
慢性リンパ性白血病に対する化学療法薬との併用またはベネトクラクスとの併用による初回治療、濾胞性リンパ腫に対する化学療法薬との併用による初回治療、および再発または難治性濾胞性リンパ腫に対するベンダムスチンとの併用による治療に用いられる。

## 効能・効果
- CD20陽性の濾胞性リンパ腫[2]
- CD20陽性の慢性リンパ性白血病（小リンパ球性リンパ腫を含む）

慢性リンパ性白血病の第一選択薬として、クロラムブシルとの併用で使用される。無増悪生存期間はリツキシマブとクロラムブシルの併用に比べて有意に長い（26.7対15.2ヶ月、p < 0.001）が、全生存期間は有意に長くない（死亡率8対12%、p = 0.08）。
濾胞性リンパ腫の患者に対するリツキシマブを含むレジメンの二次治療として、ベンダムスチンとの併用後に単剤でも使用される。
妊娠中の女性を対象とした試験は行われていない。

## 副作用
重大な副作用は、
- 急性輸注反応（60.2%）

アナフィラキシー、血圧低下、悪心、悪寒、気管支痙攣、咽頭・咽喉刺激感、喘鳴、喉頭浮腫、心房細動、頻脈、過敏症等
- 腫瘍崩壊症候群（0.9%）
- 好中球減少、白血球減少

好中球減少（43.0%）、発熱性好中球減少（6.2%）、白血球減少（8.4%）
- 血小板減少（10.5%）
- 感染症（35.2%）

敗血症、肺炎等
- B型肝炎ウイルスの再活性化による劇症肝炎、肝炎増悪
- 進行性多巣性白質脳症（PML）
- 心障害

不整脈（心房細動等）、狭心症、心筋梗塞、心不全等
- 消化管穿孔（0.1%）
- 間質性肺疾患（0.4%）

である。
米国の添付文書には、B型肝炎の再活性化および進行性多巣性白質脳症の2つについて黒枠警告が記載されている。
クロラムブシルと併用した主要な臨床試験において、被験者は急性輸注反応（69%、グレード3/4が21%）、好中球減少症（40%、グレード3/4が34%）、血小板減少症（15%、グレード3/4が11%）、貧血（12%）、発熱および咳嗽（それぞれ10%）を経験した。また、20%以上の被験者に、血中カルシウムおよびナトリウムの低下、カリウムの上昇、血清クレアチニンおよび肝機能検査値の上昇、アルブミン値の低下等の臨床検査値の異常が認められた。
血小板減少および出血のリスクがあるので、出血のリスクを高める可能性のある薬剤の服用を控える事を考慮する必要がある。

## 作用機序
B細胞上のCD20に結合し、適応免疫系の惹起、細胞内アポトーシス経路の直接活性化、補体系の活性化により、B細胞を破壊する。

## 化学的特徴
CD20上の抗原決定基（リツキシマブが認識する抗原決定基と部分的に重なる）に結合する完全ヒト化モノクローナル抗体である。
製造に用いられている技術プラットフォームは、タンパク質のグリコシル化を制御できる。生産する細胞はMGAT3とゴルジ体マンノシダーゼ2の2つのグリコシル化酵素を過剰に発現するように設計されており、抗体に結合するフコースの量を減らし、その結果、抗体のナチュラルキラー細胞活性化能力が高まる。
本抗体の構造の詳細は、2008年のWHO INN命名案に開示されている。

## 歴史
GlycArt Biotechnology社によって開発された。この会社は2000年にスイス連邦工科大学チューリッヒ校のスピンアウト企業として設立され、脱フコシル化モノクローナル抗体を開発しており、2005年にロシュ社に買収された時点でGA101は同社の主力製品の一つであった。
米国ではジェネンテック社が、日本では中外製薬が開発した（共にロシュ社の子会社）。ジェネンテック社はバイオジェン・アイデック社と提携し、原発性胆汁性肝硬変への適用を検討していたが、2014年時点では同適応症での開発は中止されたと思われる。
2013年11月13日、米国食品医薬品局（FDA）は、オビヌツズマブとクロラムブシルの併用療法を慢性リンパ性白血病の第一選択薬として承認した。これは画期的治療薬指定を受けた初めての薬剤である。
2014年10月、英国NICEは、ロシュ社の申請におけるデータの不確実性を理由に、NHSイングランドが本剤の使用を助成しないことを発表した。2015年6月、NICEは、本剤の制限付き使用に資金提供すると発表した。
2016年2月、米国食品医薬品局（FDA）は優先審査プログラムに基づき、濾胞性リンパ腫患者の治療に、リツキシマブを含むレジメンの二次療法としてベンダムスチンとの併用後の単剤での使用を承認した。
2019年1月、FDAは治療歴のない慢性リンパ性白血病/小リンパ球性リンパ腫の患者に対して、イブルチニブとの併用を承認した。
日本では、国内第I相臨床試験と2本の第III相臨床試験の結果に基づき:1、2018年7月に「CD20陽性の濾胞性リンパ腫」についての承認を取得した。

## 研究開発
2014年時点で、再発・難治性の慢性リンパ性白血病の二次単剤治療、CD20が高発現している患者の再発・難治性の非ホジキンリンパ腫の単剤療法、CD20陽性の進行性びまん性大細胞型B細胞性リンパ腫の一次治療としてCHOP化学療法との併用等を検討する臨床試験が行われている。

## 参考資料
1. ↑  WHO Drug Information, Vol. 23, No. 2, 2009 Proposed INN: List 101, p 176
2. ↑  “ガザイバ点滴静注1000mg 添付文書”. www.info.pmda.go.jp. 2021年10月6日閲覧。
3. 1 2 3 4 5  “Gazyva- obinutuzumab injection, solution, concentrate”. DailyMed (2020年4月7日). 2020年9月16日閲覧。
4. 1 2 3 4 5 6  “Obinutuzumab: A Novel Anti-CD20 Monoclonal Antibody for Chronic Lymphocytic Leukemia”. Journal of the Advanced Practitioner in Oncology 6 (4):  370–4. (2015). doi:10.6004/jadpro.2015.6.4.7. PMC 4677809. PMID 26705497.
5. 1 2  FDA, Feb 26, 2016 Press Release: Obinutuzumab
6. ↑  “Genentech's glyco-engineered antibody to succeed Rituxan”. Nature Biotechnology 32 (1):  6–7. (January 2014). doi:10.1038/nbt0114-6b. PMID 24406911.
7. ↑  “Engineered glycoforms of an antineuroblastoma IgG1 with optimized antibody-dependent cellular cytotoxic activity”. Nature Biotechnology 17 (2):  176–80. (February 1999). doi:10.1038/6179. PMID 10052355.
8. ↑  WHO Drug Information, Vol. 22, No. 2, 2008 Proposed INN: List 99, page 123
9. ↑  “Roche - Roche acquires Swiss based GlycArt Biotechnology to strengthen expertise in therapeutic antibody research”.   roche.com. 2015年2月5日時点のオリジナルよりアーカイブ。2015年4月29日閲覧。
10. ↑  Presentation: GlycArt Biotechnology AG From Inception to trade sale – and what happened after... by Dr. Joël Jean-Mairet. Brussels, March 31, 2011
11. 1 2 3  “Obinutuzumab: first global approval”. Drugs 74 (1):  147–54. (January 2014). doi:10.1007/s40265-013-0167-3. PMID 24338113.
12. ↑  "FDA approves Gazyva for chronic lymphocytic leukemia: Drug is first with breakthrough therapy designation to receive FDA approval" (Press release). FDA. 13 November 2013. 2015年7月20日閲覧。
13. ↑  “F.D.A. Clears New Cancer-Fighting Drug From Roche”. The New York Times (2013年11月2日). 2020年9月16日閲覧。
14. ↑  “NICE denies Roche cancer drug due to 'data uncertainties'”. PM Live. 2014年10月3日閲覧。
15. ↑  “NICE technology appraisal guidance (TA343)”. 2016年3月14日閲覧。
16. ↑  “FDA Approves Ibrutinib/Obinutuzumab for Treatment-Naive Patients with Chronic Lymphocytic Leukemia”. 2019年6月4日閲覧。
17. ↑  “ガザイバ点滴静注1000mg インタビューフォーム”. www.info.pmda.go.jp. 2021年10月6日閲覧。
18. ↑  “2018年07月02日｜ヒト化抗CD20モノクローナル抗体「ガザイバ®点滴静注1000 mg」 「CD20陽性の濾胞性リンパ腫」に対する承認を取得｜ニュースリリース｜中外製薬”. 中外製薬企業情報サイト. 2021年10月6日閲覧。